# Micropsitta
Micropsitta es un género de aves psitaciformes de la familia Psittaculidae. Es el único género de la tribu Micropsittini. Agrupa a seis especies de microloros originarias de las selvas de Melanesia.

## Especies
Según un orden filogenético de la lista del Congreso Ornitológico Internacional:
- microloro de las islas Kai - Micropsitta keiensis (Salvadori, 1876)
- microloro de Geelvink - Micropsitta geelvinkiana (Schlegel, 1871)
- microloro pusio - Micropsitta pusio (P.L.Sclater, 1866)
- microloro de Meek - Micropsitta meeki Rothschild & Hartert, 1914
- microloro de Finsch - Micropsitta finschii (E.P.Ramsay, 1881)
- microloro pechirrojo - Micropsitta bruijnii (Salvadori, 1875)